# Cinidon-ethyl
Cinidon-ethyl (ISO-naam) is een herbicide uit de dicarboximide-groep. De zuivere stof is een wit kristallijn poeder, vrijwel onoplosbaar in water maar oplosbaar in een aantal organische oplosmiddelen, zoals aceton en dichloormethaan.
Het product werd ontwikkeld door BASF. Na afloop van de looptijd van het octrooi verkocht BASF in 2007 het product aan Nufarm. Het wordt verkocht onder verschillende merknamen, waaronder Bingo in België; Vega EC in Nederland en Lotus in Duitsland.

## Toepassingen
Cinidon-ethyl is een selectief en snelwerkend contactherbicide. Het is werkzaam tegen eenjarige tweezaadlobbige onkruiden, waaronder kleefkruid, ereprijs en dovenetel, en wordt ingezet bij de teelt van granen.

## Regelgeving
De Europese Commissie heeft cinidon-ethyl in 2002 opgenomen in de lijst van toegelaten gewasbeschermingsmiddelen. De geldigheidsduur van deze toelating was 10 jaar, tot 30 september 2012. Die toelating werd niet verlengd, omdat er geen aanvraag voor gedaan werd binnen de voorziene termijn. De bestaande voorraden mogen nog tot uiterlijk 31 maart 2014 gebruikt worden.